# Urojonecałemiasta
Urojonecałemiasta – czwarty album zespołu Apteka nagrany jesienią 1992 i wydany w 1993 na kasecie magnetofonowej, mimo że kontrakt z firmą SPV Poland przewidywał również wydanie CD. W 2003 roku firma Sonic Records wydała ten materiał na CD bez zgody zespołu jako Psychedelic Underground (znalazły się tam również 3 utwory z albumu Narkotyki – „Wiesz”, „Jezuuu...” oraz „Dziewczyny”). Oficjalnej reedycji CD pierwotnej wersji albumu i pod oryginalnym tytułem dokonała w 2008 wytwórnia Fonografika.
Dwa miesiące przed premierą albumu w wypadku samochodowym zginął perkusista Maciej Wanat. Niedługo potem rozpadł się ówczesny skład Apteki.

## Lista utworów
1. „Intro” – 2:36
2. „Ujarane całe miasto” – 5:09
3. „Electric Line – Live” – 5:06
4. „Blackmail” – 2:44
5. „Empire Of Love” – 4:01
6. „Sky Dance” – 4:30
7. „Copua – sa San – Serrit” – 5:29
8. „Extasy (Extano)” – 5:46
9. „Mrs. Dentist (Don't Touch the Nerves)” – 3:58
10. „Korowód” – 6:39
11. „For Miles” – 5:09

## Skład
- Jędrzej Kodymowski – wokal, gitara
- Janusz Sokołowski – gitara
- Marcin Ciempiel – gitara basowa
- Maciej Wanat – perkusja

Realizacja:
- Adam Toczko – producent